# جرج بکشی
جرج بِکِشی (مجاری: Békésy György؛ زادهٔ ۳ ژوئن ۱۸۹۹ – درگذشتهٔ ۱۳ ژوئن ۱۹۷۲) دانشمند زیست‌فیزیک اهل مجارستان بود. او با استفاده از نقره به‌عنوان نشانگر و عکاسی چرخش‌بین غشای بازیلار را مشاهده نمود که با تحریک صدا به صورت موج سطحی به حرکت در می‌آید. او به پاس یافته‌های خود جایزه نوبل فیزیولوژی و پزشکی ۱۹۶۱ را برنده شد.